# Kletkamp
Kletkamp település Németországban, Schleswig-Holstein tartományban. Lakosainak száma 93 fő (2023. december 31.).

## Népesség
A település népességének változása:
| Lakosok száma | 197  | 84   | 86   | 92   | 92   | 93   |
|               | 1975 | 2017 | 2019 | 2021 | 2022 | 2023 |